# تئاتر دولتی آهنگ جمهوری آذربایجان
تئاتر دولتی آهنگ جمهوری آذربایجان (ترکی آذربایجانی: Rəşid Behbudov adına Dövlət Mahnı Teatrı) تئاتری واقع در جاده رشید بهبودوف شهر باکو، پایتخت جمهوری آذربایجان است.

## اطلاعات کلی
تئاتر دولتی آهنگ جمهوری آذربایجان که در سال ۱۹۶۸ از سوی رشید بهبودوف تأسیس شد، نام وی را به یدک می‌کشد. این ساختمان به سبک معماری احیای یونانی و با ایوانی به شیوه ایونی بنا شده‌است که یک چنگ رومی مرکزی در سنتوری تزئین شده وجود دارد. ساختمان تئاتر ابتدا به عنوان کنیسه در سال ۱۹۰۱ بنا نهاده شده بود.
رپرتوار تئاتر آهنگ‌ها، موسیقی‌های مقامی، تصنیف، و نیز آثار آهنگ‌سازان محلی مانند عزیر حاجی‌بیگف، قارا قارایف، فکرت امیروف، توفیق قلی‌اف و غیره… را در خود جای می‌دهد. بسیار از آوازخوانان آذربایجانی همچون «زاور رضایف»، «الهامه قلی‌اوا»، «مبارز تقی‌اف»، «آنار زینالف»، «زهره عبدالله‌اوا» و «آیبنیز حاشموا» در این تئاتر فعالیت کرده‌اند.